# Брэтьяну, Думитру
Думи́тру Брэтья́ну (рум. Dumitru Brătianu; 1818 — 8 июня 1892) — румынский политический и государственный деятель, премьер-министр Румынии с 22 апреля до 21 июня 1881 года и министр иностранных дел с 10 апреля 1881 года по 8 июня 1881 года. Старший брат Йона Брэтиану.

## Биография
Дмитру Брэтиану родился в богатой семье землевладельцев из Арджеша в городе Питешти.
После начал учиться в Париже. Вернувшись на свою родную землю, Брэтьяну, вместе со своим другом Константином Розетти и другими молодыми людьми (в том числе и своим младшим братом Йоном), принял участие в Валашской революции 1848 года.
В апреле 1881 года, будучи до этого послом в Константинополе, стал во главе министерства, сменив в этой должности своего брата Йона, но уже в июне того же года Йон Брэтьяну снова занял этот пост.

## Культурная деятельность
Он является одним из основателей «Общества для просвещения румынского народа» (1839), «Литературной ассоциации Румынии» (1845). Думитру Брэтьяну участвовал в составлении программы «Румынского Студенческого общества» в Париже (1845 г.) и был одним из основателей «Общества для создания в принципе» («Însocierea Lazariană») (1847).
Думитру стал членом масонской ложи для иностранцев Athenaeum в Париже 9 мая 1846 года. В том же году стал членом масонской ложи «L'Athénée des Etrangers» и в феврале и июле 1847 года стал мастером. С 1847 года организует в Бухаресте Братство Ложи.